# Provinzial Nord Brandkasse
Die Provinzial Nord Brandkasse mit Sitz in Kiel, Schleswig-Holstein ist ein Schaden- und Unfallversicherer der Münsteraner Provinzial Gruppe. Im Geschäftsjahr 2023 erzielte das Versicherungsunternehmen gebuchte Bruttobeiträge in Höhe von 633,5 Millionen Euro.

## Geschichte
Die Geschichte der Provinzial Nord Brandkasse reicht bis in das Jahr 1874 zurück, als am 1. Februar 1874 die Schleswig-Holsteinische Landesbrandkasse gegründet wurde.
1918 folgte die Gründung der Provinzial Lebensversicherungsanstalt Schleswig-Holstein. Der Verein der Bezirkskommissare der Landesbrandkasse wurde im September 1921 in Neumünster gegründet und gilt als der älteste Hausverein der deutschen Versicherungswirtschaft. Die Bezirkskommissare begannen kurz darauf mit der Vermittlung von Lebensversicherungen der Provinzial Lebensversicherungsanstalt Schleswig-Holstein.
Im Jahr 1973 schlossen sich die Landesbrandkasse und die Provinzial Lebensversicherungsanstalt Schleswig-Holstein zu einer Organ- und Verwaltungsgemeinschaft mit einem gemeinsamen Logo zusammen. Die Rechtsform der Provinzial wurde 2001 von einer öffentlichen Versicherungsanstalt in eine Aktiengesellschaft umgewandelt. Unter dem Dach der Provinzial Nord Holding AG entstanden die Provinzial Nord Brandkasse AG sowie die Provinzial Nord Lebensversicherung AG.

## Unternehmensstruktur
Die Provinzial Nord Brandkasse AG mit Sitz in Kiel ist ein Schaden- und Unfallversicherer des Provinzial-Konzerns. Zu den Kunden des Versicherungsunternehmens zählen Privatpersonen, Gewerbe- und Industriebetriebe sowie Institutionen und Landwirte. Im Jahr 2023 erzielte die Provinzial Nord Brandkasse ein Bruttobeitragsvolumen von 633,5 Millionen Euro und beschäftigte 858 Mitarbeiter. Als Mitglied der Sparkassen-Finanzgruppe deckt die Provinzial Nord Brandkasse ein Geschäftsgebiet von ca. 6,5 Millionen Einwohnern in den Bundesländern Schleswig-Holstein, Mecklenburg-Vorpommern und Hamburg ab.

## Dienstleistungen
Das Unternehmen bietet Gebäude- und Hausratversicherungen, Haftpflicht-, Unfall- sowie Kraftfahrtversicherungen an und ist gemeinsam mit der Provinzial Versicherung AG als Landesdirektion für die Antrags- und Leistungsbearbeitung des Lebensversicherungsgeschäfts der Provinzial Nordwest Lebensversicherung AG zuständig.

## Marketing
Die Provinzial Nord Brandkasse ist Teamsponsor des Handballteams THW Kiel und stattet seit 1998 die Teams des Wettbewerbs Jugend trainiert für Olympia & Paralympics mit Sportkleidung aus.
Darüber hinaus war das Unternehmen Hauptsponsor der Landesgartenschau Norderstedt 2011 sowie der Landesgartenschau Eutin 2016.

## Auszeichnungen
- 2005: 2. Platz beim Innoward, dem Bildungspreis der deutschen Versicherungswirtschaft, für die Neueinführung des Bedingungswerks der Unfallversicherung bei den Haustarifkunden durch die Auszubildenden des 1. Lehrjahres, ausgezeichnet durch eine Fachjury[16][17]
- 2008: 2. Platz beim Innoward für das Konzept einer Ausbildungsagentur durch eine Fachjury[18]
- 2024: German Design Award für die über die sozialen Medien veröffentlichten Kampagne zur Privathaftpflichtversicherung[19][20]